# Epping Forest (district)
Epping Forest est un district non métropolitain de l'Essex, en Angleterre. Il est baptisé d'après la forêt du même nom, située en grande partie sur son territoire. Il se trouve au nord-est du Grand Londres.
Il a été créé le 1er avril 1974 par le Local Government Act 1972. Il est issu de la fusion des districts urbains de Chigwell, Epping et Waltham Holy Cross, ainsi que le majeure partie du district rural d'Epping and Ongar. Depuis, les frontières du district ont connu plusieurs modifications :
- en 1994, 1,13 km2, qui forment désormais l'Enfield Island Village (en), ont été transférés au district londonien d'Enfield
- en 1995, une petite zone autour des gares de Grange Hill et Roding a été transférée au district londonien de Redbridge

## Source
- (en) Cet article est partiellement ou en totalité issu de l’article de Wikipédia en anglais intitulé « Epping Forest District » (voir la liste des auteurs).